# BC Nizhny Novgorod
O BC Nizhny Novgorod é um clube de basquetebol profissional sediado na cidade de Nizhny Novgorod que joga na Liga Russa de Basquetebol e na Eurocopa. Fundado em 2000, chegou às semifinais da Eurocup 2013-2014 quando foi eliminado pelo Valencia